# Паланачки кисељак
Бања Паланачки кисељак је бања са извором минерале воде, у југоисточном делу Смедеревске Паланке. Смештена је у парку површине 5 хектара на надморској висини од 103 метра.
Изворе минералне воде користили су још Римљани, а први сачувани опис бање је Путопис из 1719. године где турски путописац Евлија Челебија, описује Паланачки кисељак као „озидану бању са лековитом водом”. Године 1834. у Бечу је потврђена лековитост минералне воде.
Бањска вода припада категорији натријум-хидрокарбонатних, угљено-киселих хипотерми (12,5—15 °C) и хипертерми (32—56 °C). Користи се у балнеологији за пиће и купање и као стона вода.
Године 1896. започето је уређење бање као лечилишта. Исте године држава је дала изворишта на управљање и коришћење организаицји Црвеног крста, у циљу лечења у рату оболелих војника и официра. У тој функцији је Бања била све до Другог светског рата.
Постоје четири извора минералне воде, температуре 56 °C. Комплекс бање укључује и општу болницу Стефан Високи где се лековитом водом и другим третманима успешно лече реуматске болести, постреуматска и постоперативна стања, стерилитет, деформитети код деце и одраслих, неуролошка обољења периферне одузетости, хронична компензована обољења унутрашњих органа и др. Терапија обухвата: хидротерапију, подводну и ручну масажу, електро и фототерапију. Болесницима су на располагању базени с лековитом водом, хибард-каде, чегворочеличне купке, сауне, сале за разне видове електро, фото, термо, кинези и радне терапије.